# Apaturina distinguenda
Apaturina distinguenda är en fjärilsart som beskrevs av Felix Bryk 1939. Apaturina distinguenda ingår i släktet Apaturina och familjen praktfjärilar. Inga underarter finns listade i Catalogue of Life.